# 唐長孺
唐長孺（1911年7月4日—1994年10月14日），江苏吴江人，中國現代歷史學家。

## 生平
生于江蘇省吳江縣平望镇。1932年畢業於上海大同大學。1940年任上海光華大學講師。1942年，從上海至湖南藍田任國立師範學院副教授。1944年，至四川樂山武漢大學歷史系副教授，後任教授，歷史系主任，中國三至九世紀研究所所長，曾兼任中國科學院歷史研究所研究員、國家文物局古文獻研究室主任、中國唐史學會顧問、中國敦煌吐魯番學會副會長等。80年代曾身赴日本講學。
學術研究深受陳寅恪、呂思勉和李劍農的影響，其中以陳寅恪影響最深。長於中國魏晉隋唐史，和王仲荦並稱「南唐北王」。主要學術成就是將「唯物史學術化」。

## 家族
祖母和母亲都是今浙江湖州南浔人。从舅劉承幹，藏书家、刻书家，嘉业堂藏书楼主人。

## 作品
- 《魏晉南北朝史論叢》
- 《唐書兵志箋正》
- 《魏晉南北朝史論叢續編》
- 《魏晉南北朝史論拾遺》
- 《山居存稿》
- 《中國通史參考資料（魏晉南北朝分冊）》
- 《魏晉南北朝隋唐史三論》

## 評價
北京大學历史系主任、研究魏晉南北朝史的歷史系教授田余庆認為唐長孺是繼陳寅恪後，專研魏晉南北朝史的大家，凡是研究魏晉南北朝史的都要看唐長孺的《魏晉南北朝史論拾遺》。